# 景徳館
景徳館（けいとくかん）は、明治初期に播磨国明石にあった郷学の学校。
明石藩主松平直常に招かれた儒学者（藩儒）の梁田蛻巌が自らの屋敷の中に明石藩校としての位置づけで開校。梁田蛻巌の没後は子の梁田象水が引き継ぎ、教育の普及に努めた。
ここで学んだ者に橋本関雪の父で漢学者の橋本海関などがいる。卜部兵吉もここで教えたことがある。
梁田蛻巌の墓所がある明石市の本立寺には、景徳館にちなんで景徳館文庫が1957年に設立された。